# Quva
Quva (uzb. cyr.: Қува; ros.: Кува, Kuwa) – miasto we wschodnim Uzbekistanie, w wilajecie fergańskim, w Kotlinie Fergańskiej, siedziba administracyjna tumanu Quva. W 1989 roku liczyło ok. 26 tys. mieszkańców. Ośrodek przemysłu drzewnego (fabryka mebli), spożywczego (fabryka konserw) i włókienniczego.

## Historia
Na terenie dzisiejszej Quvy istniało w średniowieczu miasto (wzmiankowane po raz pierwszy w X wieku), którego ruiny zachowały się do dziś. Pod koniec lat 50. XX wieku podczas prac archeologicznych natknięto się na ruiny kompleksu buddyjskiego z przełomu VII i VIII wieku oraz zabudowań mieszkalnych z okresu od VII do X wieku.
Miejscowość otrzymała prawa miejskie w 1974 roku.